# Cryme Tyme

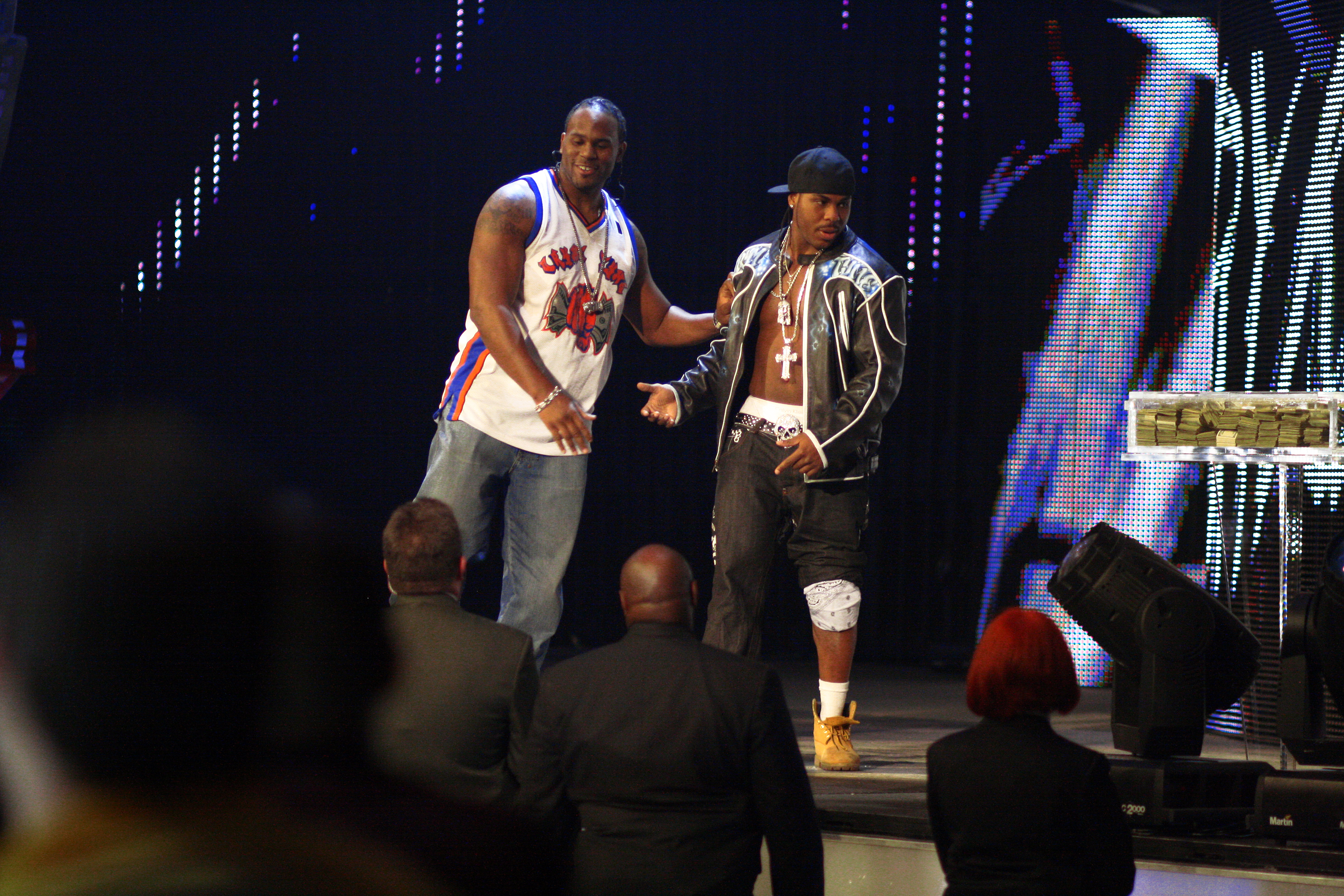
Shad (po lewej) i JTG (po prawej) w 2008 roku.

Cryme Tyme (także Crime Time) – był tag teamem w wrestlingu tworzonym przez Shada Gasparda i Jaysona Paula (występującego pod pseudonimem JTG) od 2006 do 2020. Gimmickiem drużyny był przesadzony wizerunek afroamerykańskiego gangu tworzonego przez dwóch ulicznych bandytów (ang. street thugs).

## Kariera tag teamu

### Ohio Valley Wrestling (2006–2007)
Shad Gaspard został finalistą reality show Tough Enough 2 w 2002 jednak w finale został zdyskwalifikowany. Następnie został zrekrutowany do WWE przez łowcę talentów - Toma Pricharda. Kolejno zadebiutował w federacji Ohio Valley Wrestling (OVW) pod pseudonimem Da Beast, gdzie występował głównie jako enforcer stajni Bolin Services.
Jayson Paul (JTG) zadebiutował w OVW pod pseudonimem Just Too Good, jednak po dwóch walkach zmieniono mu gimmick na The Neighborhoodie i w następstwie dołączono go do Gasparda, którzy razem stworzyli tag team o nazwie Gang Stars. W OVW dwukrotnie sięgnęli tytułów tag teamowych OVW Southern Tag Team Championship (w dniu 27 maja 2006 pokonując Kaseya Jamesa i Roadkilla oraz 21 lipca 2007 pokonując The James Boys).

### World Wrestling Entertainment (2006–2007)
Jesienią 2006 WWE zaczęło promować tag team w brandzie RAW bookując ich walki w dark match’ach i podczas house show federacji. Na początku września 2006 WWE zaczęło emitować winiety promujące tag team Cryme Tyme. Winiety przedstawiały JTG i Gasparda okradających ludzi podczas gdy lektor nazywał ich działania „ćwiczeniami treningowymi” zaprojektowanymi do pracy nad takimi rzeczami, jak „prędkość”, „zwinność”, „motywacja”, „wytrzymałość” i „agresja”.
Cryme Tyme zadebiutowali na RAW 16 października 2006 w walce tag teamowej przeciwko The Spirit Squad. Występując na RAW przedstawiano ich gimmick jako ulicznych zbirów i afroamerykański gang oraz stereotypowych afroamerykańskich złodziei, gdyż podczas występów na Raw kradli sprzęt elektroniczny (laptop, telewizor plazmowy). W listopadzie 2006 zadebiutowali na dużej gali pay-per-view Cyber Sunday pokonując tag team Lance Cade i Trevor Murdoch. Później prowadzili feud z teamem The World’s Greatest Tag Team (Shelton Benjamin i Charlie Haas). W dniu 2 września 2007 JTG i Shad Gaspard zostali zwolnieni z WWE z nieujawnionych powodów.

### Federacje niezależne i powrót do WWE (2007–2010)
Po opuszczeniu WWE Gaspard i JTG zadebiutowali w federacji Jersey All Pro Wrestling (JAPW) gdzie występowali pod alternatywną nazwą Crime Time. W styczniu 2008 opuścili JAPW. Jeszcze we wrześniu 2007 po opuszczeniu WWE zarówno Shad Gaspard jak i JTG zaliczali występy walcząc solo - Gaspard dla Pro Wrestling Alliance (PWA) a Jayson Paul jako Jay-TG w Derby City Wrestling (DCW).
W dniu 31 marca 2008 powrócili na RAW. Następnie rozpoczęli współpracę z Johnem Ceną, który później ogłosił powstanie nowej frakcji o nazwie CTC – Cryme Tyme Cenation. Następnie Cryme Tyme rozpoczęli feud z teamem Cody Rhodes i Ted DiBiase, kiedy skradli im tytuły tag teamowe (WWE World Tag Team Championship). Stajnia CTC rozpadła się po tym jak Cena uległ kontuzji.
Kolejno 15 kwietnia 2009 w wyniku Draftu uzupełniającego zostali przeniesieni na SmackDown a niedługo potem Eve Torres została ich valetem. Na SmackDown rywalizowali m.in. z The Hart Dynasty i Jeri-Show. W marcu 2010 uwikłali się w feud z Johnem Morrisonem i R-Truthem jednak przegrywali pojedynki.

### Rozpad tag teamu i dalsze występy (2010–2020)
Podczas gali WrestleMania XXVI Cryme Tyme uczestniczyli w 26-osobowym battle royal matchu, gdzie Gaspard wyeliminował JTG. Później Gaspard był wściekły i zaatakował JTG za to, że nie przyszedł mu z pomocą w walce przeciwko Morrisonowi i R-Truthowi, tym samym Gaspard przeszedł heel turn stając się antagonistą po raz pierwszy od debiutu w WWE. Wydarzenia te doprowadziły do ich walki na Extreme Rules, gdzie zmierzyli się w strap matchu, ostatecznie wygranym przez JTG. Na Superstars w dniu 6 maja Gaspard pokonał JTG kończąc feud. Następnie Gaspard został odesłany do Florida Championship Wrestling (FCW) a JTG pozostał na SmackDown. W dniu 19 listopada 2010 Gaspard został zwolniony z WWE.
Po odejściu z WWE Gaspard podpisał kontrakt z japońską federacją Inoki Genome Federation (IGF) w lutym 2011 – w tym samym czasie skupił się również na karierze aktorskiej. JTG odszedł z WWE w czerwcu 2014. Od czerwca zarówno Gaspard jak i JTG występowali wspólnie w walkach jako Crime Time w różnych federacjach niezależnych aż do śmierci Shada w maju 2020.

### Tytuły i osiągnięcia
- NWA Wildside
  - NWA Wildside Tag Team Championship (1 raz)
- Adrenaline Championship Wrestling
  - ACW Tag Team Championship (1 raz)
- Fighting Evolution Wrestling
  - FEW Tag Team Championship (1 raz)
- Ohio Valley Wrestling
  - OVW Southern Tag Team Championship (2 razy)
- Superstars of Wrestling Federation
  - SWF Tag Team Championship (1 raz)
- Victory Independent Pro Wrestling
  - VIP Tag Team Championship (1 raz)
- World Wrestling Alliance
  - WWA Tag Team Championship (1 raz)